# Marienschule
Marienschule ist der Name zahlreicher Schulen, meist in kirchlicher Trägerschaft. Der Name leitet sich von Maria, der Mutter Jesu ab. Da es sich bei den Schulen häufig um Gymnasien handelt, tragen diese auch den Namen Mariengymnasium. 
Doch nicht jede Marienschule in Deutschland dient heute als Gymnasium. Die Marien-Schule in Flensburg ist heute beispielsweise eine Musikschule.

## Marienschulen in Deutschland
- Mariengymnasium Arnsberg
- Marienschule Bielefeld (Gymnasium)
- Marianum Buxheim (Gymnasium)
- B.M.V.-Schule Essen (Gymnasium)
- Mariengymnasium Essen-Werden (Gymnasium)
- Marienschule Euskirchen (Gymnasium)
- Marien-Schule (Flensburg) (Musikschule)
- Marienschule Fulda (Gymnasium und Realschule)
- Gymnasium Marienschule Hildesheim
- Mariengymnasium Jever
- Marien-Gymnasium Kaufbeuren
- Marienschule Krefeld (Gymnasium)
- Marienschule (Limburg an der Lahn)  (Gymnasium)
- Marienschule (Lippstadt) (Gymnasium)
- Marienschule Lippstadt (Aufbaugymnasium)
- Bischöfliche Marienschule Mönchengladbach (Gymnasium)
- ehemalige Marienschule (Mönchengladbach)
- Marienschule Münster (Gymnasium)
- ehemalige Marienschule der Diakonissenanstalt Bethesda #Marienschule in Niederlößnitz, heute Radebeul
- Marienschule Offenbach (Gesamtschule mit gymnasialer Oberstufe und Berufsfachschule)
- Marienschule Opladen (Gymnasium)
- Mariengymnasium (Papenburg)
- Marienschule Bethesda in Radebeul
- Marienschule (Saarbrücken) (Gymnasium)
- Gymnasium Marianum (Warburg)
- Marien-Gymnasium Werl

## Weitere
- Saint Mary’s College (St. Lucia)
- Marienschule, Studentinnenheim in Bozen